# Rijn-Maas-Scheldedelta

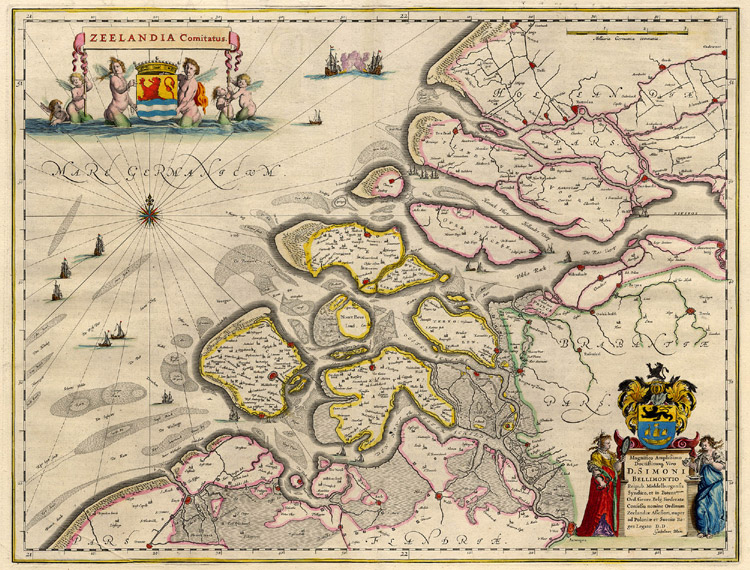
1643 Zeelandia Comitatus Blaeu

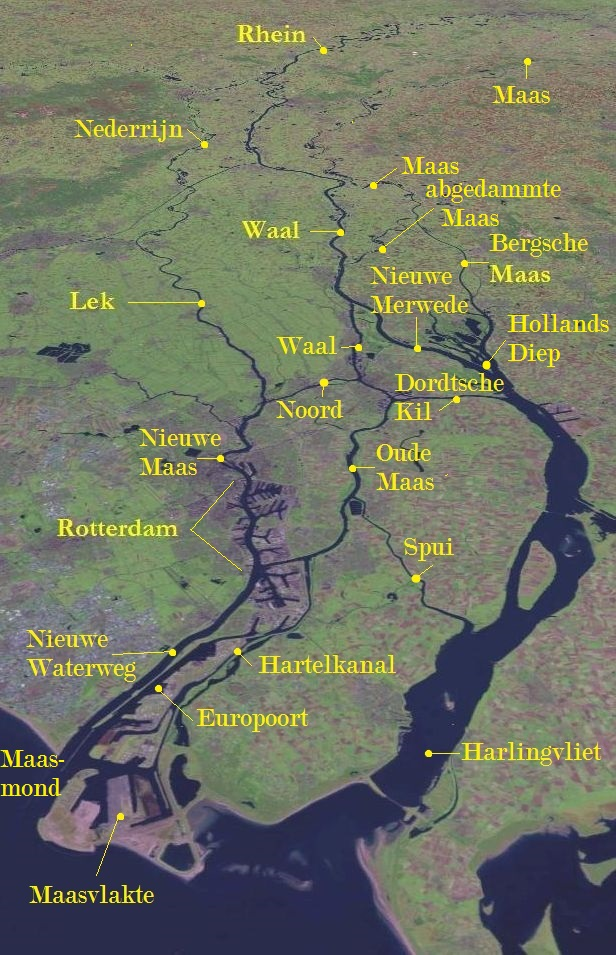
Rijn-Maas-Scheldedelta

De Rijn-Maas-Scheldedelta is een rivierdelta in Nederland en België die gevormd wordt door de samenvloeiing van de Rijn, de Maas en de Schelde. Het resultaat is een veelheid van voormalige eilanden en zee- en rivierarmen, die samenkomen in Zeeland, dat het hart van de Delta vormt. In het stroomgebied van de Schelde wonen meer dan 10 miljoen mensen.
De Rijn-Maasdelta is tevens een van de Nederlandse landschappen. Met deze benaming wordt het Midden-Nederlandse rivierlandschap en de daaraan grenzende veenweidegebieden aangeduid.

## Naamgeving
Het specifieke aan de waterwegen is een continue stroom uiteenlopende benamingen. Zo verandert de Rijn in dit gebied zeven keer van naam: Rijn > Bijlands Kanaal > Pannerdens Kanaal > Nederrijn > Lek > Nieuwe Maas > Scheur > Nieuwe Waterweg en bestaat de Schelde uit: Bovenschelde, Boven-Zeeschelde, Beneden-Zeeschelde en Westerschelde. De oorspronkelijke monding van de Schelde was de Oosterschelde. Tegenwoordig kan de Oosterschelde vanaf de Westerschelde via het Kanaal door Zuid-Beveland bereikt worden.

## Economisch
Het economisch belang van de Rijn-Maas-Scheldedelta is enorm omdat elk van de drie rivieren zeer goed bevaarbaar zijn. Daardoor is de delta een open poort vanuit de Noordzee tot een groot achterland dat naast Duitsland en Frankrijk ook heel Centraal-Europa omvat. De voornaamste havens in de delta zijn:
- in Nederland: Rotterdam, Haven van Zeeland: Vlissingen-Terneuzen en Amsterdam via het Amsterdam-Rijnkanaal
- in België: Antwerpen en Gent via het Kanaal Gent-Terneuzen en Zeeschelde.

Het hele gebied is tegen overstromingen beveiligd door de Deltawerken.

## Geografie

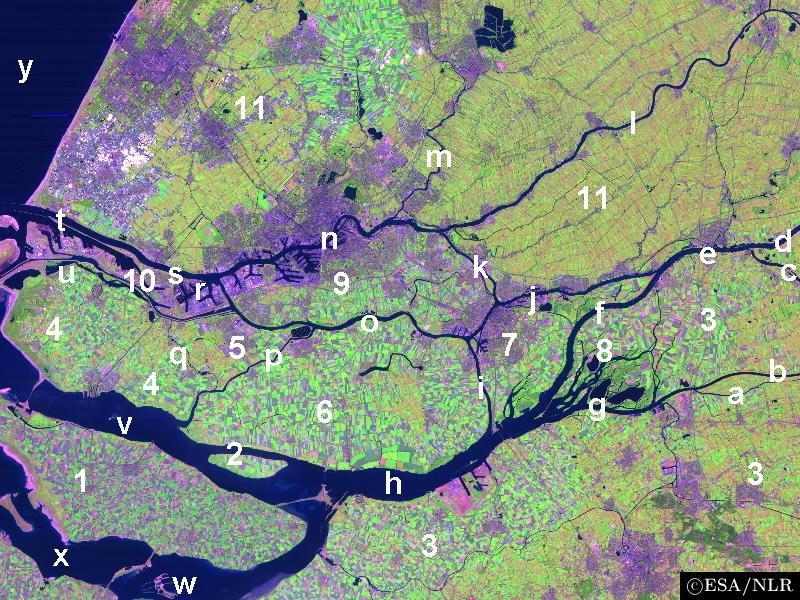
Satellietfoto van het noordelijk gedeelte van de Rijn-Maas-Schelde-delta:
1. Voormalig eiland Goeree-Overflakkee
2. Eiland Tiengemeten
3. Westzijde provincie Noord-Brabant
4. Eiland Voorne
5. Eiland Putten
6. Eiland Hoeksche Waard
7. Eiland Dordrecht
8. Het Nationaal Park De Biesbosch
9. Voormalig eiland IJsselmonde
10. Voormalig eiland Rozenburg
11. Provincie Zuid-Holland
a. Rivier Oude Maasje
b. Kanaal Bergsche Maas
c. Afgedamde Maas, gedeelte van de Maas
d. Waal
e. Rivier Boven Merwede
f. Kanaal Nieuwe Merwede
g. Amer estuarium
h. Hollandsch Diep rivierarm
i. Rivier Dordtsche Kil
j. Rivier Beneden Merwede
k. Rivier Noord
l. Rivier Lek
m. Rivier Hollandse IJssel
n. Rivier Nieuwe Maas
o. Rivier Oude Maas
p. Rivier Spui
q. Rivier Bernisse
r. Vroegere zeestraat Botlek, nu deel van de Haven van Rotterdam
s. Rivier Scheur
t. Kanaal Nieuwe Waterweg
u. Het Brielse Meer, een vroegere tak van de Rijn
v. Haringvliet zeearm
w. Krammer zeearm
x. Grevelingenmeer
y. Noordzee

Het zuidelijk gedeelte van de Rijn-Maas-Schelde-delta omvat de voormalige eilanden:

1. Walcheren
2. Zuid-Beveland
3. Noord-Beveland
4. Tholen
5. Sint-Philipsland

6. Schouwen-Duiveland
7. Goeree-Overflakkee
en het vasteland van:
8. Zeeuws-Vlaanderen en
9. Provincie Noord-Brabant

a. Rivier Schelde in België, bij Antwerpen
b. Estuarium Westerschelde
c. Braakman baai
d. Kanaal Gent-Terneuzen
e. Sloe voormalig vaarwater dat Walcheren van Zuid-Beveland scheidde
f. Veerse Meer
g. Zandkreek zeearm
h. Schelde-Rijnkanaal
i. Estuarium Oosterschelde voorheen een tak van de Schelde
j. Eendracht, voorheen een tak van de Schelde, nu een deel van het Schelde-Rijnkanaal
k. Keeten-Mastgat zeearm
l. Krabbenkreek zeearm
m. Krammer zeearm
n. Grevelingenmeer
o. Noordzee

## Hydrologie

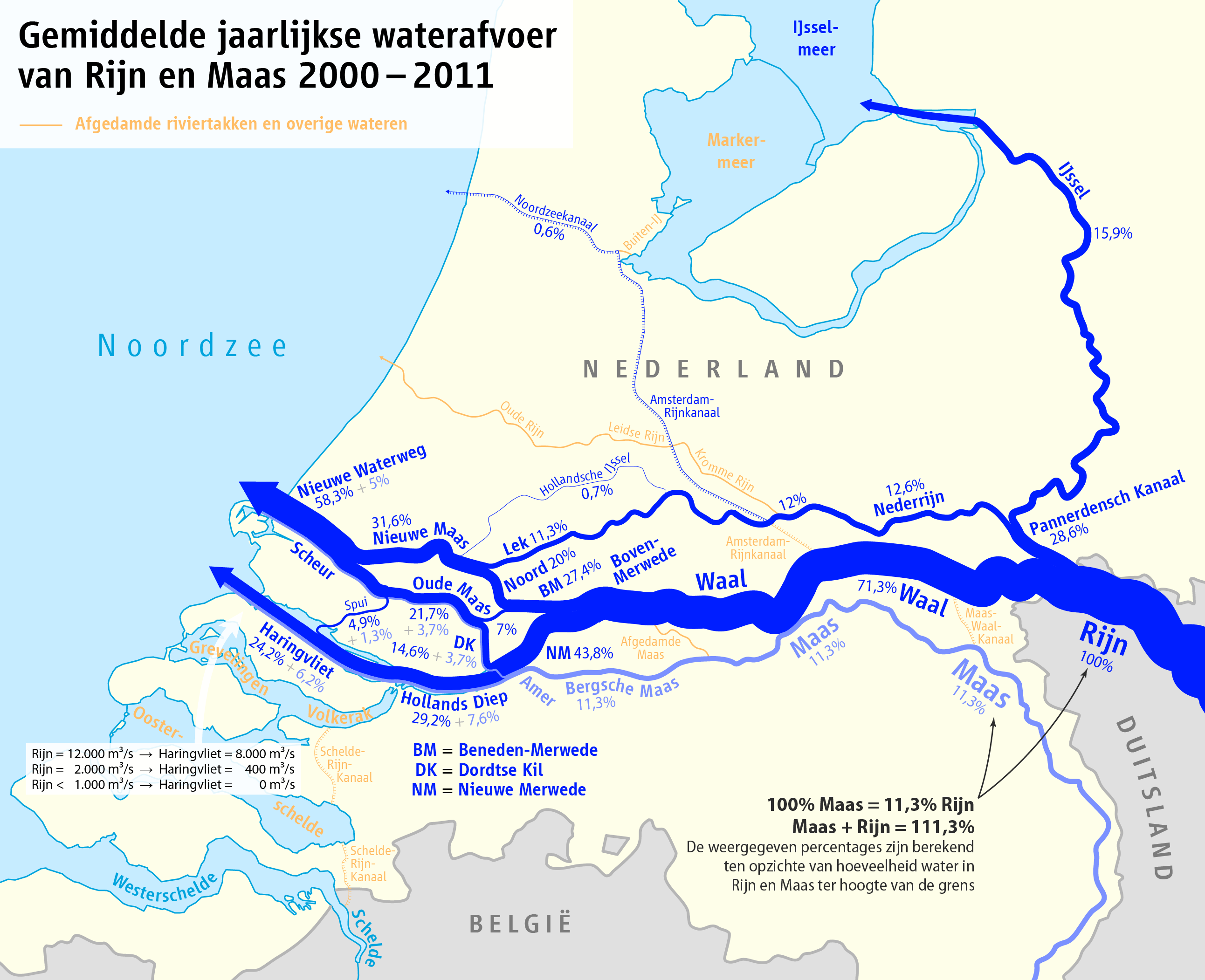
Balans van de waterafvoer